# Torpbrobäcken
Torpbrobäcken är ett 17 kilometer långt vattendrag som har sin källa i Stora alvaret på södra Öland och som mynnar i Östersjön vid öns östkust.